# امیل گرونر
امیل گرونر (انگلیسی: Emil Gröner; ۲۵ مارس ۱۸۹۲ – ۱۲ دسامبر ۱۹۴۴) بازیکن فوتبال اهل رایش آلمان بود.
از باشگاه‌هایی که در آن بازی کرده‌است می‌توان به باشگاه فوتبال کیکرز اوفنباخ اشاره کرد.
وی همچنین در تیم ملی فوتبال آلمان بازی کرده‌است.